# زجاج الصحراء الليبية

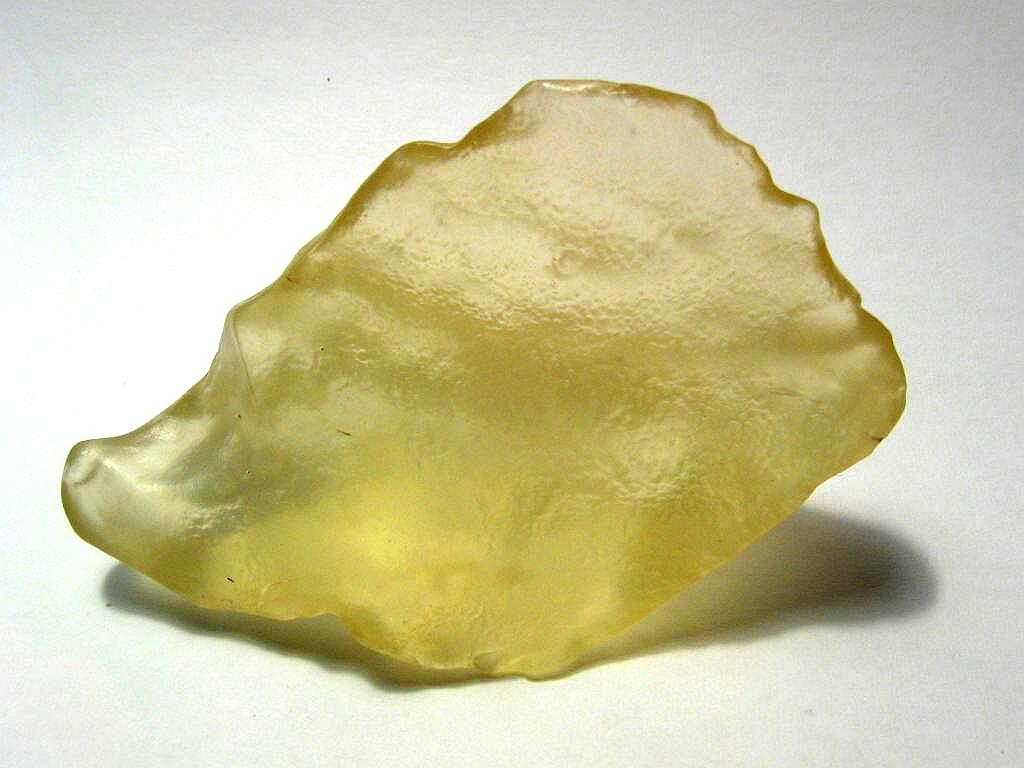
زجاء الصحراء الليبية

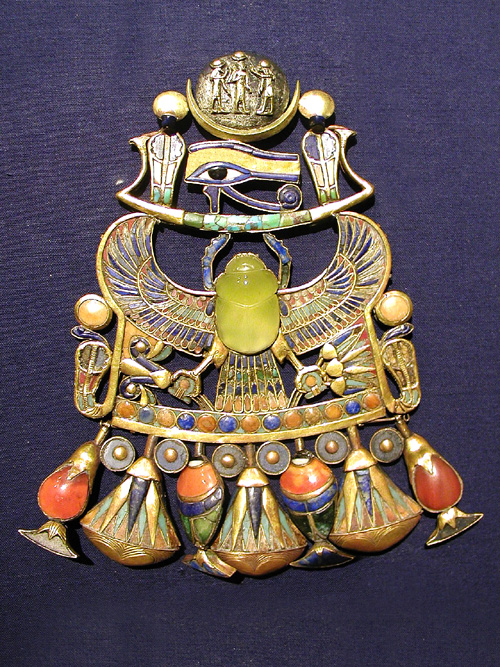
صدرية توت عنخ آمون تتميز بجعران منحوت من زجاج الصحراء الليبية

زجاج الصحراء الليبية هي عبارة عن مادة موجودة في مناطق من الصحراء الليبية، شطايا هذا الزجاج الصحراوي يمكن العثور عليها بمساحات واسعة قد تصل إلى عشرات الكيلومترات.
يوجد على الحدود بين مصر وليبيا يمتد بحر عظيم من الرمال على مسافة 650 كم طولاً و 300 كم عرضاً , وتغطي مساحة تعادل مساحة أيرلندا , تقوم الرياح بنقل آلاف الأطنان من الكثبان الرملية لمئات الكيلومترات وبارتفاع 100 متر أو أكثر، هذه الكثبان الرملية مفصولة بممرات مستوية بعرض 1 أو 2 كم وفي هذه الممرات المميزة يتم العثور على قطع من الزجاج الطبيعي المنشأ .
إن ما يسمى بزجاج الصحراء الليبية هو واحد من أنقى أنواع الزجاج الطبيعي في العالم، الزجاج يكون لونه أصفر في أغلب الأحيان وقد يكون أحيانا صافي جدا يمكن الرؤية من خلاله أو مغبرا، وقد يحتوي على فقاعات صغيرة من الهواء أو قطع من الصخر الأسود. تتناثر آلاف الأطنان من هذا الزجاج عبر مئات الكيلومترات في الصحراء، معظم هذه القطع صغيرة الحجم ولكن بين الحين والآخر يتم العثور على قطع كبيرة نسبياً وأكبر قطعة تم العثور عليها بوزن 26 كغ.
الزجاج الطبيعي قد يتكون بسبب ضربة برق أو نشاط بركاني أو نتيجة نيزك , وقدر العلماء بأن الزجاج في الصحراء الليبية قد تكون قبل 26 مليون سنة، ويفترض العلماء أنه تكون نتيجة نيزك ضرب الصحراء الليبية في ذلك الوقت، ووفقا للدراسات فإن هذا النيزك قد انفجر بالقرب من سطح الأرض مما أدى إلى ارتفاع درجة حرارة الرمال بشكل كبير جدا سامحا بتكون السيلكا الطبيعية وهو ما نسميه الزجاج الطبيعي . وتشير الحفريات إلى أن السكان في العصر الحجري قد استخدموا هذا الزجاج في صنع بعض الأدوات لاستخدامها في حياتهم اليومية، كما استخدمها الفراعنة كحلي للزينة وأشهرها قطعة كبيرة من الزجاج نحتت على شكل قلادة وارتداها الفرعون توت عنخ آمون .
المصادر :